# Coccobius noaeae
Coccobius noaeae är en stekelart som först beskrevs av Yasnosh 1968.  Coccobius noaeae ingår i släktet Coccobius och familjen växtlussteklar. Inga underarter finns listade i Catalogue of Life.